# A Prayer for the Dying
A Prayer for the Dying is een Brits-Amerikaanse film van Mike Hodges die werd uitgebracht in 1987. 
Het scenario is gebaseerd op de gelijknamige roman (1973) van Jack Higgins.

## Verhaal
Martin Fallon is lid van de IRA. Een klein team is van plan enkele Britse militaire voertuigen de lucht in te blazen. De aanslag mislukt wanneer een volle schoolbus op het laatste ogenblik de legervoertuigen inhaalt en de bermbom doet ontploffen. Daarbij komen de kinderen om het leven.
Fallon wil de IRA verlaten en slaagt erin Londen te bereiken. Een plaatselijke contactpersoon wil hem helpen maar eerst moet Fallon een laatste klus klaren: voor een Londense gangster moet hij een rivaal uit de weg ruimen. In ruil wordt hem een paspoort, een veilige overtocht naar de Verenigde Staten en het nodige geld beloofd.
Fallon aanvaardt de job met tegenzin. Bij het plegen van de moord wordt hij gezien door een geestelijke en dan aangesproken door hem. 

## Rolverdeling
| Acteur              | Personage                |
| ------------------- | ------------------------ |
| Mickey Rourke       | Martin Fallon            |
| Bob Hoskins         | eerwaarde vader Da Costa |
| Alan Bates          | Jack Meehan              |
| Sammi Davis         | Anna                     |
| Christopher Fulford | Billy Meehan             |
| Liam Neeson         | Liam Docherty            |
| Leonard Termo       | Bonati                   |
| Camille Coduri      | Jenny Fox                |